# 水力壓裂對環境的影響
水力壓裂對環境的影響（英語：Environmental impact of fracking）涉及的方面有土地利用、水資源耗用、空氣排放（包括甲烷排放）、鹵水和壓裂液洩漏、水污染、噪音污染以及健康問題。水力壓裂對人類健康的最大風險是其產生的水和空氣污染。研究工作已確定水力壓裂會對人類健康產生負面影響，並推動氣候變化。
壓裂液中含有支撐劑和添加劑，尤其是後者，包括有已知的有毒化學物質，以及未知，但可能有毒的物質。而在美國，此類添加劑又被使用的公司視為商業秘密而不予披露。缺乏對此類化學品的了解，讓制定風險管理政策和研究其對健康影響的工作變得複雜。此類化學品在其他司法管轄區（例如英國）必須公開，並不得在應用時產生危害。
由於水力壓裂需要大量用水，在缺水地區會造成問題。在允許水力壓裂作業的地區，地表水可能會因有關液體溢出，以及建造和維護不當的廢棄物坑而造成污染。此外，如果壓裂液和地層液在壓裂過程中逸出，地下水也會受到污染。由於壓裂作業的地層遠低於地下水層，壓裂液向上運移而造成地下水污染的可能性甚微，即使是經歷長期也是如此。採出水（回流或是鑽孔產生的流體，其中含有如礦物質和鹽的溶解物）可透過注入不透水的地下層、利用市政和商業廢水處理和排放，以及油井或油田的自給式系統循環處理，作未來壓裂之用。甲烷有可能會洩漏到地下水和空氣中，歐盟國家的舊井與依據最近的歐盟立法規定所鑽取的油氣井相比，會逸出更多的甲烷，是個大問題。
水力壓裂會導致人工地震（稱為微地震）發生。這類的震級太小（通常為M-3到M-1，或寫為Mw-3到Mw-1），無法在地表檢測到。然而可比擬的流體處理井（在美國經常用於處理幾個行業的污染廢棄物）已在俄克拉荷馬州和其他州造成高達560萬次的地震。
目前世界各國政府（夾在來自相關產業，以及來自反水力壓裂團體的壓力之間）正在制定監管框架，來評估和管理水力壓裂對環境和健康產生的風險。:3–7 一些國家如法國，採取的是預防原則，禁止水力壓裂。英國的監管框架則認為如果遵照有效法規，並採最佳實踐的做法，可將與水力壓裂相關的風險控制住。一些針對此做過綜合分析的學者建議，為避免水力壓裂造成進一步的負面影響，業者必須更加遵守法規和安全程序。 

## 氣體排放
在2012年有份為歐盟製作，關於水力壓裂潛在風險的報告。說明風險“來自鑽井時的甲烷排放、柴油煙霧和其他有害污染物、臭氧前體或從水力壓裂設備（如壓縮機、泵和閥門）產生的氣味” 。溶解在返排水中的氣體和水力壓裂液也會產生氣體排放的風險。有項針對新開發的壓裂氣井做過為期一年的研究，每週測量各種空氣污染物，並檢測到非甲烷的烴（碳氫化合物）、二氯甲烷（一種有毒溶劑）和多環芳香烴。這些污染物已被證明會影響胎兒的發育。
水力壓裂影響到空氣品質，繼而對急性和慢性呼吸系統疾病（包括哮喘（由空氣中的顆粒物、臭氧以及鑽井和運輸設備排出的尾氣引起）和慢性阻塞性肺病的惡化造成影響。例如位於瑪西勒斯地層的社區中哮喘發病率較高，兒童、經常在戶外活動的年輕人和老年人尤其容易受到傷害。美國職業安全與健康局（OSHA）還提出對在水力壓裂現場工作人員，因接觸空氣中二氧化矽，對呼吸系統產生長期影響的擔憂。矽肺可能與全身性自體免疫的發生有關聯。
“在英國，所有石油和天然氣生產者都必須盡量減少氣體排放，然後方可取得能源和氣候變化部 (DECC) 的開採許可。天然氣只能在緊急的情況下才排放。”
此外，如果使用卡車運輸水力壓裂用水，也會造成氣體排放。採用管道供水可降低卡車運水的需求。
賓夕法尼亞州環境保護部所發佈的一份報告，顯示石油和天然氣作業而導致的輻射暴露可能性很小。
空氣污染是在水力壓裂井現場工作者須特別注意的問題，因為存放回流的容器和露天水坑的化學排放物會與鑽井四周複合空氣濃度相結合。水力壓裂作業中使用的化學物質中有37%具有揮發性，會經空氣傳播。
田納西大學諾克斯維爾分校土木與環境工程系的研究人員Chen和Carter使用大氣擴散模式 (AERMOD) 來估計距離排放源5英里至180英里半徑之內地區的潛在排放暴露濃度。研究團隊檢查60,644口水力壓裂井的排放，發現“結果顯示，不同鑽井使用的化學物中，對工人潛在吸入單位風險（inhalation unit risks (IUR)），在急性非癌症、慢性非癌症、急性癌症和慢性癌症分別為12.41%、0.11%、7.53%和5.80%。急性和慢性癌症風險主要來自20英里半徑內的化學品容器的排放。” 

### 氣候變化
水力壓裂是氣候變化的驅動因素。然而經由水力壓裂開採的天然氣是否比傳統氣井生產的會導致更高的氣體排放，是個有爭議的問題。一些研究發現，在完井壓裂過程中有甲烷會隨壓裂液一起返回地表，水力壓裂造成的排放量因此會更高。根據不同的壓裂處理，從開採到燃燒過程的排放量會比開採傳統天然氣高出3.5%–12%。
特別是康乃爾大學教授Robert W. Howarth發表一篇研究報告，聲稱發現頁岩氣對全球變暖的影響比石油或是煤炭要嚴重得多，而引起一場爭論。其他研究人員對Howarth的分析提出批評，批評者中包括Cathles等研究人員，他們對於頁岩氣造成污染的估計數字要低得多。一份在2012年由業界資助所出版的報告，撰寫者包含美國能源部所屬的國家可再生能源實驗室的研究人員，稱燃燒頁岩氣用來發電時，排放量與所謂的“常規井”天然氣排放量“非常相似”，低於燃燒煤炭排放量的一半。
幾項關於天然氣開發和生產生命週期中估計甲烷洩漏的研究，所測得的洩漏率有甚大的差距。根據美國國家環境保護局（EPA）的溫室氣體排放數據，甲烷洩漏率約為1.4%。而由非營利環境倡導機構環境保護基金所發起在16處不同地點對天然氣生產中甲烷洩漏的評估,發現天然氣生產過程關鍵階段的洩漏排放明顯高於EPA國家排放數據中的數值，洩漏的數量達到天然氣總產量的2.3%。

## 耗用水資源
每口要做水力壓裂的鑽井用水數量為120至350萬美制加侖（4,500至13,200立方米），大型項目使用的則多達500萬美制加侖（19,000立方米）。當同一口井需要重新壓裂時，就需使用額外的水。一口井在其生命週期內平均用水可達到300到800萬美制加侖（11,000到30,000立方米）。根據隸屬牛津大學的牛津能源研究所的數據，歐洲因為當地頁岩深度平均是美國的1.5倍，而需要用到更多的壓裂液。雖然公佈的數字可能看來甚大，但與大多數地區的總用水量相比，仍然很小。在缺水的德克薩斯州進行的一項研究顯示，“頁岩氣的用水量不到全州取水量的1%；但影響會因不同地點水資源的多寡和不同需求間的競爭而有差異。”
英國皇家學會和皇家工程院所發表的報告指出，為一口井做水力壓裂所用到的水大約相當於一座1,000兆瓦燃煤發電廠運作12小時所耗用者。英國廷德爾氣候變化研究中心中心在2011年發表的報告估計，要支持每年90億立方米（320×109立方英尺/年）的天然氣生產，需要用到125至165萬立方米（44×106至58×106立方英尺）的水，這數字相當於全國總取水量的0.01%。
人們對在缺水地區進行水力壓裂，不斷增加的用水量表示擔憂。而用於水力壓裂的水必須從溪流、市政供水、水力發電、娛樂用水和水生生物所需者分流而來。水力壓裂需大量水，引發乾旱地區如南非半沙漠自然區卡魯，和北美經常發生乾旱的德克薩斯州的擔憂。有時還可能須利用水管從遠處引水過來。
國家可再生能源實驗室在2014年對天然氣發電的生命週期分析得出的結論是，大型水力壓裂井生產的天然氣發電量每兆瓦時的用水為249美制加侖 (gal/MWhr)（由瑪西勒斯地層生產者）和272美制加侖之間（由巴涅特頁岩生產者）。每兆瓦時發電量的耗水量，大型水力壓裂井比傳統陸上井消耗的197美制加侖多出52到75加侖（差距為26%到38%之間）。
一些業者已開發出可減少用水的壓裂技術，而採用二氧化碳、液態丙烷或其他氣體來減少用水量。使用後，丙烷會恢復為氣態，可再收集和重複使用。據報導，氣體壓裂除能節水之外，也對岩層造成較小的損害，而岩層損害後會阻礙生產。把返排水回收，可重複使用，而把用水總量降低，並減少處置廢水的需求。但這種技術相對昂貴，因為在每次重複使用之前必須將水處理，而且某些類型設備的使用壽命會因此縮短。

## 水污染

### 壓裂液
美國業者所使用的水力壓裂液含有支撐劑、放射性示蹤劑和其他添加劑，其中許多具有毒性。水力壓裂所使用的化學品中的大多數很常見且通常無害，但有些是致癌物質。在美國用作水力壓裂添加劑的2,500種產品中，有652種含有29種化合物中的一種或是多種，而這些化合物是已知或可能的人類致癌物質，因其對人體健康有風險，而被美國聯邦《安全飲用水法案》列為危險物質，或被聯邦《清潔空氣法案》列為危險空氣污染物。在2011年發表的另一項研究報告指出，美國在天然氣作業使用的632種化學品中，只有353種在科學文獻中有充分描述。一項評估壓裂作業所使用的化學品對健康影響的研究，發現有73%的化學品會產生6到14種不等的負面健康影響，包括皮膚、眼睛和感覺器官損傷；呼吸窘迫（包括哮喘）；消化道和肝臟疾病；大腦和神經系統損害；癌症；和對生殖系統的負面影響。
耶魯大學公共衛生學院在2016年所做的一項廣泛研究，發現水力壓裂涉及或是釋放的大量化學物質具有致癌性。在這項研究中確定的119種化合物中，“44%是水污染物……已被證實會，或是可能會致癌。”但佔大多數的化學品仍缺乏足夠數據以證實其致癌潛力，也凸顯這塊領域仍有知識差距，而有進一步研究其致癌性以及致癌風險的需要。
歐盟監管制度要求全面披露所有壓裂液中添加劑的資料。根據歐盟2006年有關地下水的指令，“為保護整體環境，特別是人類健康，必須避免、防止或減少地下水中有害污染物的濃度。”在英國，只有“在應用中不產生危害”的化學品才能獲得環境署（隸屬於環境、食品和鄉村事務部）的使用許可。

### 回流
經注入地層的壓裂液，少於一半會以回流或是以生產後期鹵水的形式被回收，在許多情況下，回收率會少於30%。當壓裂液流回井中時，除用過的壓裂液外，還含有溶解物，如礦物質和鹵水。在某些情況下，還會依據特定的地層而含有鈾、鐳、氡和釷。估計在返回地面的壓裂液佔比在15-20%到30-70%之間。
管理這些液體（通常稱為採出水）的方法可透過注入不透水的地下層、利用市政和商業廢水處理和排放，以及油井或油田的自給式系統循環處理，作未來壓裂之用。目前有建議使用真空多層薄膜蒸餾系統作為一種更有效的處理手段。但需要處理的大量廢水和污水廠的不當配置已成為美國某些地區的問題。水力壓裂作業產生的廢水部分經由公共污水處理廠處理，但這些污水處理廠不具備去除放射性物質的設備，也未被要求對此做測試。
採出水洩漏和隨後的地下水污染也存在致癌物的風險。研究模擬BTEX（苯、甲苯、乙苯和二甲苯）和萘在不同深度與地下水重疊的土壤因採出水溢出，發現地下水中的苯和甲苯預計會達到影響人類健康的濃度。苯是種已知的致癌物質，短期內會影響中樞神經系統，長期接觸會影響骨髓、造血、免疫系統和泌尿生殖系統。

### 地表洩漏
與水力壓裂相關的液體發生地表洩漏，主要是由於設備故障或人為錯誤所造成。
廢水蒸發池中的揮發性化學物質會蒸發進入大氣中，或是隨廢水溢出。徑流也有最終進入地下水系統的可能。如果裝載有水力壓裂化學品和廢水的卡車在前往水力壓裂現場或是處置目的地的途中發生事故，也會導致地下水污染。
在不斷演進中的歐盟立法裡面，要求“成員國應確保設施的建造方式能夠防止可能的的地表洩漏和溢出，然後進入土壤、水或空氣中。”不得設置蒸發和露天廢水池。法規要求把所有污染途徑識別出以及做緩解處理。所有鑽孔平台必須符合防止化學品洩漏的標準。在英國，鑽孔場地需要達到全面禁止氣體洩漏的程度，只有在緊急情況下才允許排放甲烷。

### 甲烷
2014年9月出版的《美國國家科學院院刊》發佈一項研究報告，表示甲烷污染可能是由已知已發生洩漏的井，影響到鄰近井的緣故。但此非由水力壓裂所造成，而是因為管路中套管膠結不良所造成。
地下水受到甲烷污染，對水質有不利影響，在極端情況下可能有爆炸的風險。杜克大學研究人員進行的一項科學研究發現，包括水力壓裂在內的氣井鑽探活動與飲用水遭到甲烷污染具有高度相關性。根據麻省理工學院能源倡議 （MIT Energy Initiative）在2011年的研究，“有證據顯示天然氣（甲烷）會侵入某些地方的淡水區，很有可能是由於少數業者的完井操作不達標，即固井作業品質不佳或因套管損壞所造成。”2013年杜克大學的另一項研究顯示，無論是構造缺陷（鑽孔上部的水泥密封不完備，以及深層的鋼襯層有缺陷），再加上當地地質的特殊性，都可能導致甲烷滲入水中；後種原因也可能把注入的壓裂液釋放到含水層。在如賓夕法尼亞州等地區，常見廢棄的氣井和油井把甲烷導引到地表的情事。
卡博特能源公司採用更大的樣本數量來驗證杜克大學的研究，發現甲烷濃度與地形有關（在低窪地區的讀數最高），而非距離遠近的問題。他們使用更精確的同位素分析，發現在水井中的甲烷既來自受到水力壓裂的地層，也來自較淺的地層。科羅拉多州石油和天然氣保護委員會對水井擁有者的投訴做檢查，發現一些水井含有與石油和天然氣井無關的生物源甲烷，但另一些水井含有熱成因甲烷，是由石油和天然氣井的套管洩漏而來。在2012年2月發表的一篇評論並未發現在注入階段的水力壓裂會導致地下水污染的直接證據，並認為那些報告的問題是由於壓裂液或廢棄物儲存裝置的洩漏而發生；評論稱某些地區水井中的甲烷可能是由自然界所產生。
在2013年發表的另一篇評論說，水力壓裂並非無污染地下水的風險，並描述在水力壓裂地點鄰近的私人水井中檢測到甲烷，而發生到底是由鑽井還是自然界所造成的爭議。

## 放射性同位素
在頁岩礦床中會有天然放射性物質 (NORM)，例如鐳、氡、鈾和釷的存在。與石油和天然氣一起產生並被帶到地表的鹵水有時會含有天然放射性物質；許多來自頁岩氣井的鹵水均含有這些物質。EPA和北達科他州的監管機構認為，水力壓裂作業如果不遵循正確的程序，回流中的放射性物質對鑽井現場和廢棄物處理場的工作人員，以及在附近生活或工作的人是個潛在的危害。賓夕法尼亞州環境保護部的一份報告說從事石油和天然氣業務時接觸輻射的可能性很小。

## 土地利用
在英國，2013年12月由DECC提出的戰略環境評估報告顯示，在擁擠地區鑽井平台間的距離，可設定為5公里，每個平台佔地最多可達3公頃（7.4英畝）。每個平台可有24個單獨的鑽孔。這些平台所佔的面積相當於土地總面積的0.16%。在2015年發表一項關於費耶特維爾頁岩的研究發現，成熟的氣田影響到大約2%的土地面積，並造成邊緣效應棲息地的顯著增加。每個鑽井平台平均影響的土地為3公頃（約7英畝）研究顯示這些已對美國生態系統服務（即自然界為人類提供的功效）產生每年超過2.5億美元的成本。

## 地震
水力壓裂會導致人工地震（稱為微地震）發生。而微地震也會被用來繪製壓裂所影響到的地層水平和垂直範圍。這些微地震的震級通常太小而無法在地表檢測到，最大的微地震的矩震級僅約為-1.5 (Mw)（約相當於一罐1美制加侖的牛奶從櫃子上墮入地板所產生者）。

### 水力壓裂誘發地震
截至2016年8月，已知至少有9起因水力壓裂而導致斷層重新激活的案例，而地震強度足以讓住在地表的人感受到：在加拿大，阿爾伯塔省發生3起（M4.8M4.4和M4.4）和英屬哥倫比亞省發生3起（M4.6，M4.4和M3.8）、在美國，俄克拉荷馬州發生1起（M2.8）和俄亥俄州發生1起（M3.0），和在英國，蘭開夏郡發生2起（M2.3和M1.5）。 

### 污水處理井誘發地震
根據美國地質調查局（USGS），在美國大約30,000口用於棄置石油和天然氣作業廢液的井中，只有一小部分曾誘發足以引起公眾關注的地震。 雖然這些地震的震級很小，但USGS表示無法保證不會發生更大的地震。此外，地震的頻率一直在增加。 2009年，橫跨阿拉巴馬州和蒙大拿州的地區發生50次M3.0級以上的地震，2010年發生87次。同一地區在2011年發生134次，比在20世紀發生的地震次數增加6倍。也有人擔心地震可能會把原先未足以耐震的地下油氣和輸水管線，以及油氣井損壞。
USGS在2012年發佈的一項研究報告稱，美國中部的M3級及以上地震發生率“正顯著”增加中，從2001年開始到2011年，其頻率達到20世紀水準的6倍。總體增長與一些特定地區的地震增加有關聯：科羅拉多州南部的{{le|拉頓盆地|Raton Basin｝｝（當地有開採煤層氣活動），以及俄克拉荷馬州中部和南部以及阿肯色州中部的產氣區。雖然分析顯示這種增加“幾乎能肯定是人為所導致”，但USGS指出：“我們的研究顯示實際的水力壓裂過程少有是導致有感地震的直接因素。”據說增加廢水注入處理井的次數是最有可能造成地震增加的原因。將石油和天然氣作業產生的廢水（包括水力壓裂產生的廢水）注入處理井中可能會導致更大的低震級震顫，最高震度可達3.3Mw。

## 噪音
每個鑽井平台（平均包含10口鑽孔）在準備和進行水力壓裂過程時會持續有大約800至2,500天的活動，其產生的噪音會影響到附近的居民。此外，與水力壓裂相關的運輸活動也會產生噪音。 水力壓裂作業（例如交通運輸、燃燒多餘氣體的火焰）造成的噪聲污染通常被當作是造成心理困擾以及兒童學習成績不佳的原因。由井泵產生的低頻噪音會導致煩躁、不安和疲勞。
英國陸上石油和天然氣 (UKOOG) 是個英國當地的產業協會，UKOOG制定一份章程，其中含有降低鑽井場地噪音問題的建議。

## 安全問題
2013年7月，美國聯邦鐵路總署把水力壓裂化學品列為導致油罐車發生腐蝕的“可能原因”，由於油罐車鏽蝕，會有造成油污染的可能性。

## 社區影響
受到影響的社區通常已是脆弱者，居民通常為窮人、農村人口或是原住民，這些人可能會連續幾代都受到水力壓裂的影響。石油公司與農民爭奪資源，加劇這些人及其家庭的壓力。原住民與農業社區尤其會受到水力壓裂的影響，因為他們對所居住的土地有長期的感情，並賴以為生，而水力壓裂將此種聯繫破壞。美洲原住民，特別是那些生活在保留地的，會特別容易受到壓裂活動的影響；當地部落一方面很想與石油公司合作以獲得收入，但在另一方面又需經常進行法律鬥爭以保護他們的主權和土地上的自然資源。

## 政策與科學
目前對於制定水力壓裂監管政策，先有關於如何做風險管理的辯論，而對應的，又有如何做風險評估的辯論。:3–7
這兩個主要流派是根據科學的風險評估並採取措施，通過危害分析而規避這些有害風險，或採用預防原則，在風險被明確識別之前就採取行動。在已有水力壓裂的社區中，風險評估的相關性和可靠性也在環保團體、衛生醫學科學家和行業領導者之間引發辯論。有人覺得風險被誇大，認為目前的研究不足以表明水力壓裂與不利健康影響之間的聯繫，而對另一些人來說，風險顯而易見，但因經費不足而無法進行評估。
從不同角度出發而會產生不同的監管方法。例如，法國和美國佛蒙特州基於預防原則而禁止水力壓裂。但美國有些州採用的是風險評估（危害分析）方法，而引起何者屬於水力壓裂風險的辯論。
而在英國，監管框架主要是根據政府於2012年委託皇家協會和皇家工程學院所作的研究報告而制定，這份研究報告目的是確定水力壓裂的問題，並為監管機構提供建議。報告由教授羅伯特·梅爾領銜撰寫，提出10項建議，涵蓋如地下水污染、油氣井完整性、地震風險、氣體洩漏、水資源管理、環境風險、風險管理最佳實踐等領域，還包括對監管機構和研究委員會的建議。值得注意的是，該報告指出如果依據有效法規，同時採用最佳實踐運作，相關的風險足以控制。
一份在2013年發表的評論，其結論是在美國，由於法律調查有保密條款，在環境影響研究中，經由同儕評審的研究工作會因而受到妨礙。
水力壓裂對環境影響的研究有許多科學上的限制。主要的是難以制定有效的監測程序和協議，有以下幾個原因：
- 不同壓裂場地在生態系統、作業規模、鑽井平台密度和品管措施方面具有差異性，而難以制定出標準化的檢測協議。[121]
- 隨著日益增多的壓裂場地開發，不同場地間相互作用的機會增加，而讓影響大幅增加，其複雜性讓單獨針對一個場地的監測難以控制。這些累積出的影響不易衡量，因為許多發展是以非常緩慢的速率進行。[122]
- 由於水力壓裂使用到大量化學品，因此在設定基線數據時會有挑戰性。此外，目前對於水力壓裂液中化學物質的相互作用以及個別成分的去向尚無充分的研究。[123]